# Арон, Ефим Ефимович
Ефим Ефимович Арон (30 декабря 1906 — 8 октября 1970) — советский кинорежиссёр и сценарист, заслуженный деятель искусств Казахской ССР (1944).

## Биография
Родился в семье служащего. Детство провел в городе Белебей Уфимской губернии. Учился в реальном училище. С 15 лет работал суфлером в театре в Самарканде, в Бухаре и в Москве. Потом был помощником режиссёра. В 1924 году неудачно поступал в институт кинематографии на актерский факультет.
В 1926 году окончил киномастерскую А. М. Ромма в Москве, с этого же года начал работать в кино, вначале помощником режиссёра.
Участвовал в создании сценария и фильма «Турксиб» (1929), совместно с А. В. Мачеретом, В. Б. Шкловским и В. А. Туриным), посвящённого строительству железной дороги в Казахстане. Выступил автором сценария фильмов «Песни степей» (1930) и «Тоннель» (1934).
В годы Великой Отечественной войны принимал участие в работе над боевыми киносборниками (1941—1942). Последующие художественные фильмы — «Песни Абая» (1945, совместно с Ш. И. Бейсембаевым), «Золотой рог» (1948), «На диком бреге Иртыша» (1959) и документальные киноочерки — «Мы металлурги» (1962), «На границе мы все — часовые» (1962).
Брат — Давид Ефимович Арон (1891—1937), контроллёр 1-го часового завода в Москве, был репрессирован и расстрелян 8 декабря 1937 года.

## Награды и звания
- Орден Трудового Красного Знамени (3 января 1959) — за выдающиеся заслуги в развитии казахского искусства и литературы и в связи с декадой казахского искусства и литературы в гор. Москве[2]
- Заслуженный деятель искусств Казахской ССР (1944)

## Фильмография

### Режиссёр
- 1937 — На Дальнем Востоке — сорежиссёр
- 1941 — Приказ выполнен (к.м.) (Боевой киносборник №4)[3]
- 1942 — Боевой киносборник № 10 (Новелла «Молодое вино»)[3]
- 1943 — Белая роза
- 1946 — Песни Абая (совместно с Г.Рошалем)
- 1948 — Золотой рог
- 1957 — Ботагоз
- 1959 — На диком бреге Иртыша
- 1965 — Там, где цветут эдельвейсы (совместно с Ш. Бейсембаевым)

### Сценарист
- 1929 — Турксиб
- 1930 — Песни степей
- 1934 — Тоннель
- 1965 — Там, где цветут эдельвейсы (совместно с С. Мартьяновым)